# 简·史密斯
简·史密斯（英語：Jane Smith，1969年4月5日—），英国女子曲棍球运动员。她曾代表英格兰参加1998年和2002年英联邦运动会曲棍球比赛，获得二枚银牌。她也曾参加2000年夏季奥运会。